# Амадаи
Амадаи или кафельники (лат. Branchiostegus), — род лучепёрых рыб семейства малакантовых (Malacanthidae). Распространены в тропических и умеренных водах всех океанов. Максимальная длина тела представителей разных видов варьирует от 24 до 60 см.

## Описание
Тело прямоугольной формы с квадратной головой; высота тела составляет от 22 до 30 % (обычно 27 %) стандартной длины. Предорсальный гребень уменьшен, но всегда присутствует. Длина головы составляет от 24 до 33 % (обычно 28 %) стандартной длины; а высота головы — от 82 до 108 % (обычно 95 %) длины головы. Диаметр орбиты глаза составляет от 20 до 37 % (обычно от 24 до 30 %) длины головы. Верхний угол прекрышки с мелким зазубринами, нижний край с небольшим количеством или без зазубрин. Шип на жаберной крышке гибкий и тупой. Окончание верхней челюсти доходит до вертикали, проходящей через задний край глаза. Рот конечный, немного косой. С каждой стороны челюстей есть 4 или 5 пор. На первой жаберной дуге от 18 до 24 жаберных тычинок. Спинной и анальный плавники длинные и непрерывные. Спинной плавник с 6—8 (обычно 7) колючими и 14—16 (обычно 15) мягкими лучами. Анальный плавник с двумя колючими и 11—13 (обычно 12) мягкими лучами. Хвостовой плавник закруглённый, усечённый или с двойной выемкой (никогда не полулунный или раздвоенный), с 17 основными лучами, иногда с удлинёнными лопастями. Чешуя ктеноидная на большей части тела, циклоидная в области головы. В боковой линии обычно от 47 до 51 (от 67 до 72 только у B. serratus) прободённых чешуй, выше боковой линии от 6 до 11 рядов чешуи, ниже боковой линии — от 16 до 31 рядов чешуи. Позвонков: 24, из них 10 туловищных и 14 хвостовых.
У пелагических личинок на головах много шипов и зубчатых гребней.

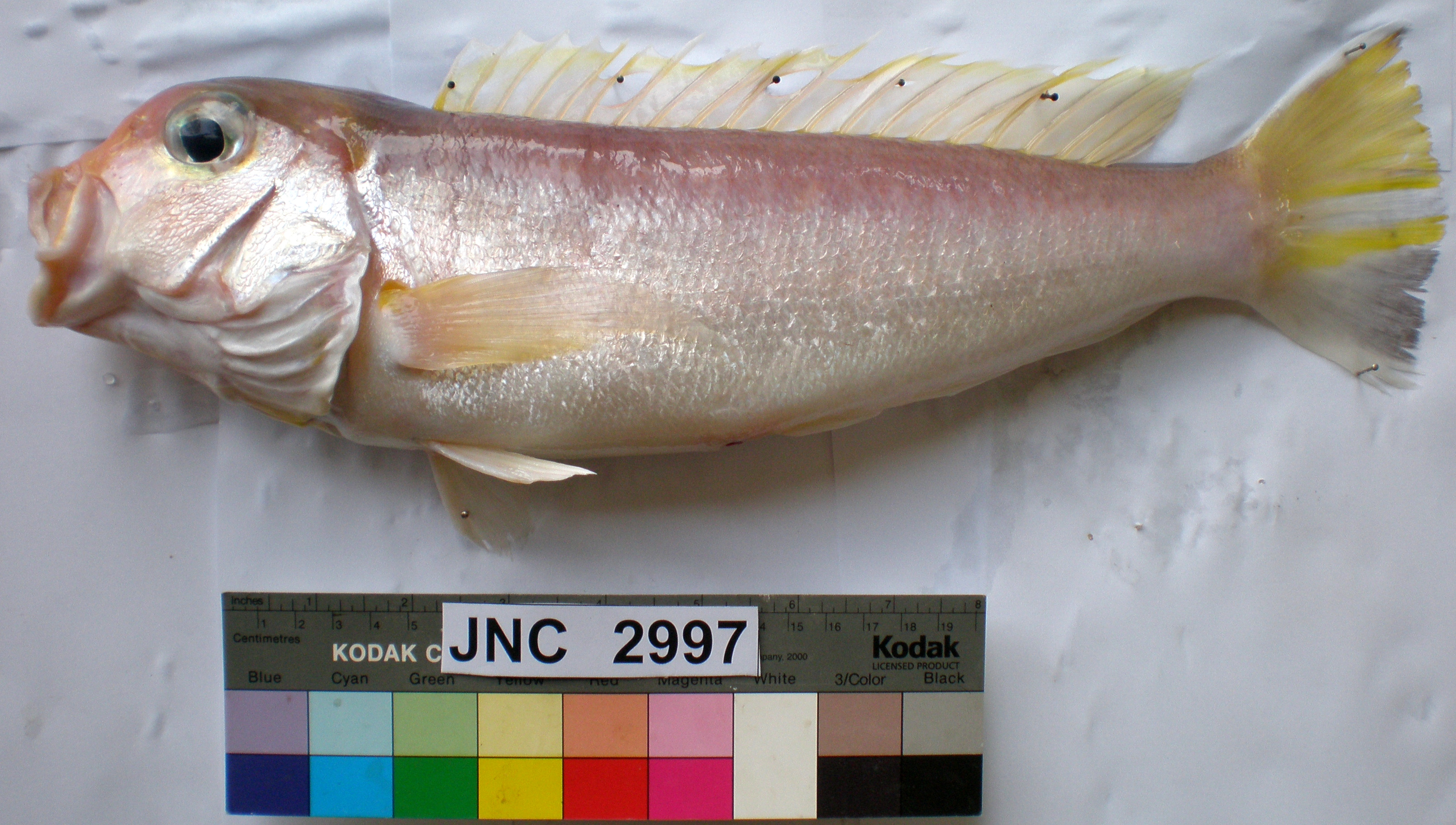
Branchiostegus wardi

## Классификация
В состав рода включают 18 видов:
- Branchiostegus albus Dooley, 1978 — Белый амадай
- Branchiostegus argentatus (Cuvier, 1830) — Серебристый амадай, или серебристый кафельник
- Branchiostegus auratus (Kishinouye, 1907)
- Branchiostegus australiensis Dooley & Kailola, 1988
- Branchiostegus biendong Hiramatsu, Vinh, Endo, 2019[4]
- Branchiostegus doliatus (Cuvier, 1830) — Ребристый амадай
- Branchiostegus gloerfelti Dooley & Kailola, 1988
- Branchiostegus hedlandensis Dooley & Kailola, 1988
- Branchiostegus ilocanus Herre, 1928
- Branchiostegus japonicus (Houttuyn, 1782) — Японский амадай, или жёлто-красный амадай, или жёлто-красный кафельник
- Branchiostegus okinawensis Hiramatsu & Yoshino, 2012[5]
- Branchiostegus paxtoni Dooley & Kailola, 1988
- Branchiostegus saitoi Dooley & Iwatsuki, 2012
- Branchiostegus sawakinensis Amirthalingam, 1969 — Веснушчатый амадай
- Branchiostegus semifasciatus (Norman, 1931) — Гвинейский амадай, или африканский латилус
- Branchiostegus serratus Dooley & Paxton, 1975
- Branchiostegus vittatus Herre, 1926
- Branchiostegus wardi Whitley, 1932 — Амадай Уарда